# 시몬스 뱅크 아레나
시몬스 뱅크 아레나(영어: Simmons Bank Arena)는 미국 아칸소주 노스리틀록에 위치한 실내 경기장이다. 과거 D-리그 아칸소 림락커스와 ECHL 아칸소 리버블레이즈의 홈 경기장으로 사용했다.